# Bistum Damongo
Das Bistum Damongo (lat.: Dioecesis Damongoensis) ist eine in Ghana gelegene römisch-katholische Diözese mit Sitz in Damongo. Es umfasst die Distrikte West Gonja, Central Gonja, Bole und Sawla-Tuna-Kalba in der Savannah Region. Im Bistum wohnen 22 Ethnien.

## Geschichte
Papst Johannes Paul II. gründete es mit der Apostolischen Konstitution Nuper est petitum  am 3. Februar 1995 aus Gebietsabtretungen des Erzbistums Tamale, dem es auch als Suffragandiözese unterstellt wurde.

## Bischöfe von Damongo
- Philip Naameh (3. Februar 1995 – 12. Februar 2009, dann Erzbischof von Tamale)
- Peter Paul Yelezuome Angkyier (seit 17. Dezember 2010, installiert am 25. März 2011)